# Östra kyrkogården, Varberg

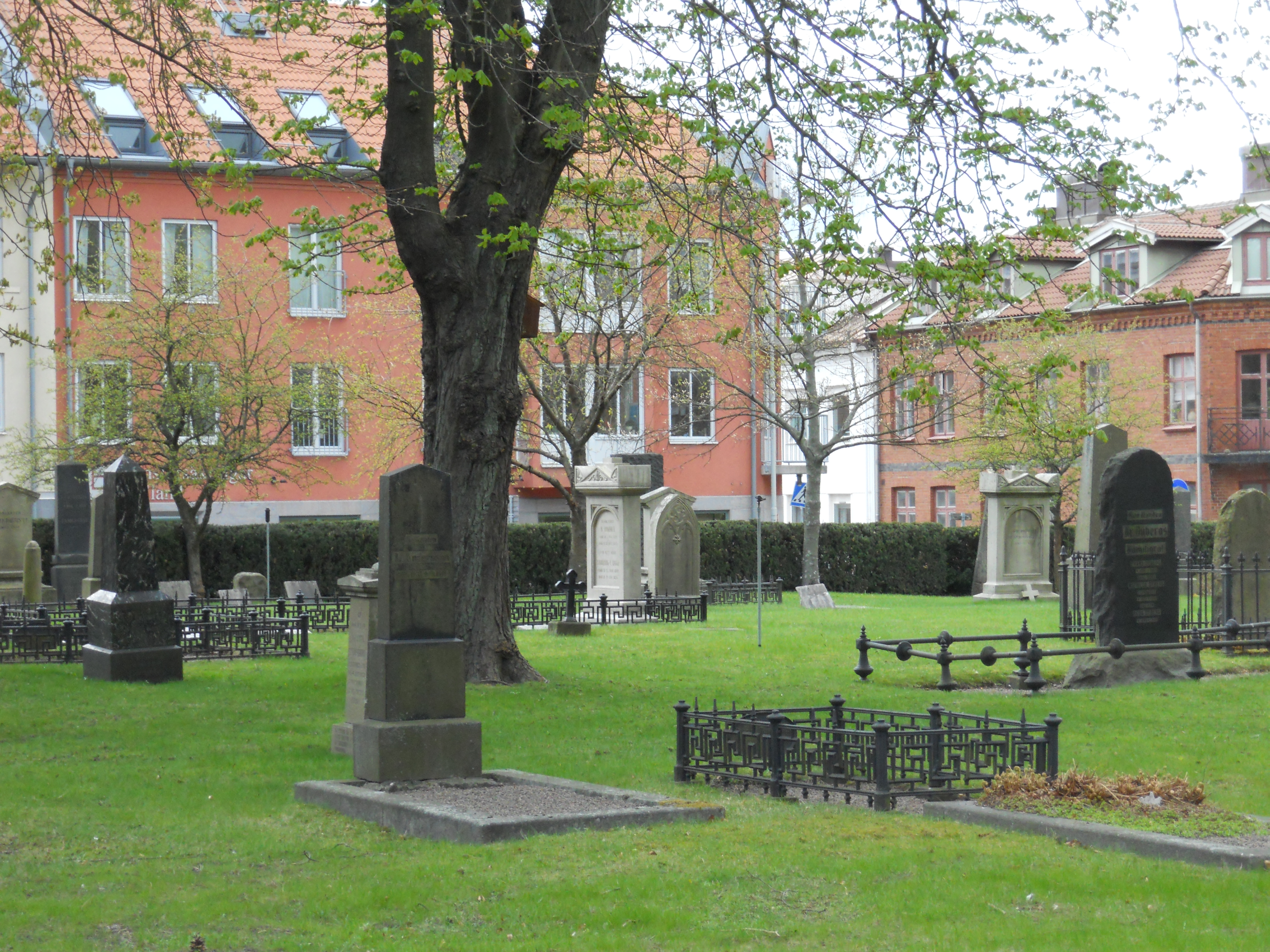
Östra kyrkogården.

Östra kyrkogården är en begravningsplats i Varberg, öster om Östra Vallgatan och omedelbart utanför det område som historiskt sett utgjorde staden.
Kyrkogården tillkom under 1800-talet. Färgerifabrikören Carl Gustaf Fehrman skänkte 1848 den västra delen av sin jordlycka till Varbergs församling, att användas som begravningsplats. Under de följande åren iordningställdes marken till kyrkogård, och begravningsplatsen invigdes den 22 augusti 1852. Fehrman begravdes själv på kyrkogården 1855, och 1901 reste församlingen en minnessten över honom. 
Enligt bestämmelserna i 1874 års hälsovårdsstadga, fick lik från och med 1885 inte begravas inom stadsområde. I huvudsak användes Östra kyrkogården således endast fram till utgången av år 1884, men även därefter skedde begravningar i familjegravar. Den sista begravningen ägde rum 1958. Under 2000-talet har Östra kyrkogården åter använts för en del begravningar.
Varbergs församlingshem ligger vid Östra kyrkogården.